# Savignac (Żyronda)
Savignac – miejscowość i gmina we Francji, w regionie Nowa Akwitania, w departamencie Żyronda.
Według danych na rok 1990 gminę zamieszkiwały 464 osoby, a gęstość zaludnienia wynosiła 27 osób/km² (wśród 2290 gmin Akwitanii Savignac plasuje się na 738. miejscu pod względem liczby ludności, natomiast pod względem powierzchni na miejscu 646.).